# Lijst van voetbalinterlands Duitsland - Egypte
Deze lijst van voetbalinterlands is een overzicht van alle officiële voetbalwedstrijden tussen de nationale teams van (West-)Duitsland en Egypte (het land speelde tussen 1958 en 1972 onder de naam Verenigde Arabische Republiek). De landen speelden tot op heden een keer tegen elkaar. Dat was een vriendschappelijke wedstrijd op 28 december 1958 in Caïro.

## Wedstrijden
| № | Plaats | Datum            | Competitie        | Wedstrijd                                      | Uitslag |
| - | ------ | ---------------- | ----------------- | ---------------------------------------------- | ------- |
| 1 | Caïro  | 28 december 1958 | Vriendschappelijk | Verenigde Arabische Republiek – West-Duitsland | 2 – 1   |

## Samenvatting
| Competitie        | Totaal gespeeld | Winst Duitsland | Gelijk | Winst Egypte | Doelsaldo Duitsland – Egypte |
| ----------------- | --------------- | --------------- | ------ | ------------ | ---------------------------- |
| Vriendschappelijk | 1               | 0               | 0      | 1            | 1 − 2                        |
| Totaal            | 1               | 0               | 0      | 1            | 1 − 2                        |

Wedstrijden bepaald door strafschoppen worden, in lijn met de FIFA, als een gelijkspel gerekend.